# لافينيا ر. ديفيس
لافينيا ر. ديفيس (بالإنجليزية: Lavinia R. Davis)‏ هي كاتِبة وكاتبة للأطفال أمريكية، ولدت في 1909، وتوفيت في 1961.